# استیل برمید
استیل برمید (به انگلیسی: Acetyl bromide) با فرمول شیمیایی C۲H۳BrO یک ترکیب شیمیایی با شناسه پاب‌کم ۱۰۴۸۲ است. که جرم مولی آن ۱۲۲٫۹۵ g/mol می‌باشد. 